# Mount Cornu
Mount Cornu ist ein etwa 1450 m hoher Berg im nördlichen Grahamland auf der Antarktischen Halbinsel. Er ragt am Kopfende des Gregory-Gletschers und nördlich des Breguet-Gletschers auf.
Das UK Antarctic Place-Names Committee benannte ihn 1960 nach dem französischen Ingenieur und Luftfahrtpionier Paul Cornu (1881–1944).